# Sydney Chaplin (1926–2009)
Sydney Earl Chaplin (ur. 31 marca 1926 w Los Angeles, zm. 3 marca 2009 w Rancho Mirage) – amerykański aktor filmowy i teatralny, syn Charliego Chaplina. W 1957 roku otrzymał Nagrodę Tony w kategorii Best Performance by a Featured Actor in a Musical.

## Wybrana filmografia
- Limelight (1952)
- Ziemia faraonów (1955)
- Confession (1955)
- Abdullah the Great (1955)
- Pillars of the Sky (1956)
- Fours Girls in Town (1957)
- Quantez (1957)
- Hrabina z Hongkongu (1966)
- Double Face (1969)